# ثمری
ثمری یک نام خانوادگی برای بعضی افراد است؛ از جمله:
- عبدالحسین ثمری میبدی مدیر ارشد اجرایی و کارشناس ارشد صنایع نفت و گاز اهل جمهوری اسلامی ایران
- علی ثمری پرتاب‌گر وزنه عضو تیم ملی دو و میدانی جمهوری اسلامی ایران
- بابک ثمری قایق‌ران ایرانی